# نووچرکاسک
شهر نووچرکاسک (به روسی: Новочеркасск) در کشور روسیه و در اوبلاست روستوف واقع شده‌است.